# United States Olympic & Paralympic Committee

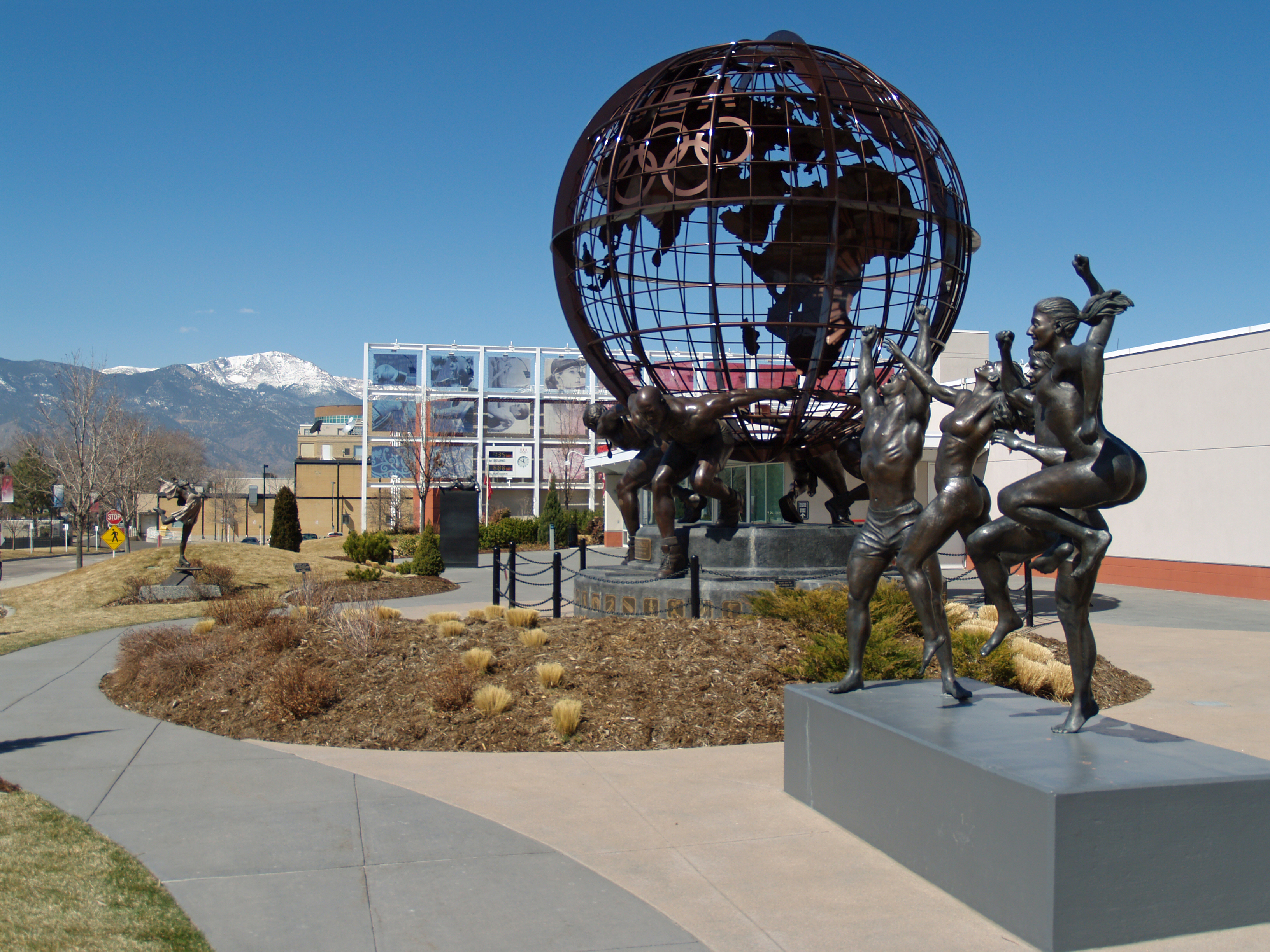
Das Hauptquartier des USOPC in Colorado Springs

Das United States Olympic and Paralympic Committee (kurz USOPC) ist das Nationale Olympische Komitee und Nationale Paralympische Komitee der Vereinigten Staaten. Das USOPC, das sich auch unter der Bezeichnung Team USA präsentiert, koordiniert zudem die Beziehung zwischen der United States Anti-Doping Agency und der World Anti-Doping Agency, sowie zu vielen weiteren internationalen Sportorganisationen. Das USOPC wurde 1894 gegründet. Seine Position als einzig zuständige Organisation für alle olympiabezogenen Aktivitäten der Vereinigten Staaten wird im Amateur Sports Act of 1978 festgelegt. Die Aufgabe des USOPC ist die Stärkung der olympischen Bewegung und der Sportarten, die Teil des Programms der Olympischen Spiele, der Paralympischen Spiele, der Panamerikanischen Spiele und der Parapan American Games sind. Das USOPC finanziert sich hauptsächlich durch Unternehmenssponsoring, private Zuwendungen und den Verkauf von Lizenz-Artikeln. Im Juni 2019 wurde das United States Olympic Committee (USOC) in United States Olympic and Paralympic Committee umbenannt und ist damit das erste NOK, das den Namen Paralympic im Namen trägt.

## Geschichte
Das USOPC in seiner heutigen Form geht auf eine kleine Gruppe von Sportfunktionären um James E. Sullivan, der die Amateur Athletic Union gegründet hatte, zurück, die das Ziel hatte, eine amerikanische Mannschaft bei den ersten Olympischen Spielen der Moderne 1896 in Athen an den Start zu bringen. Der erste Präsident des Komitees war 1894 William Milligan Sloane. Formal konstituierte sich das Komitee bei einem Treffen im New York Athletic Club im November 1921 als American Olympic Association. 1940 änderte die American Olympic Association ihren Namen in United States of America Sports Federation, bis es 1945 den Namen United States Olympic Association annahm. 1961 wurden größere Veränderungen der Organisationsstruktur vorgenommen und der Name erneut geändert. Von nun an hieß die Organisation United States Olympic Committee.
1971 verlieh sie den Special Olympics die offizielle Zustimmung, die Bezeichnung Olympics zu benützen.
In Folge der Niederlage bei den Olympischen Sommerspielen 1976 in Montreal (nur Platz 3 und dann auch noch hinter der DDR) griff die amerikanische Regierung und der Kongress in die Auseinandersetzung zwischen der Amateur Athletic Union und des Hochschulsportverbandes NCAA ein. Am 8. November 1978 wurde der Amateur Sports Act of 1978 vom Kongress der Vereinigten Staaten verabschiedet. In ihm wurde das USOC als koordinierende Organisation für die Sportarten der Olympischen und Panamerikanischen Spiele festgelegt. Zudem sollte es allgemein den Sport in den Vereinigten Staaten fördern. Mit dem Gesetz wurde die AAU entmachtet und die Fachverbände teils neugegründet, teils gestärkt. Sie wurden unter dem Dach des neuen USOC zusammengeführt. In dem Gesetz wurden zudem die Embleme des IOC und USOC geschützt und dem USOC zudem die Rechte an den Begriffen „Olympic“, „Olympiad“ und „Citius, Altius, Fortius“ zugesprochen. Allein Organisationen, die diese bereits vor dem 21. September 1950 verwandt haben, durften dies weiterhin tun. Am 1. Juli 1978 verlegte das USOC mit dem neuen Geld sein Hauptquartier von New York City nach Colorado Springs. Da das USOC sich die olympischen Symbole in den USA früher rechtlich geschützt hatte als das Internationale Olympische Komitee (erst 1981), erhält das USOC auch aus internationalen Sponsoringgeschäften des IOC einen überproportionalen Anteil. Dies sichert den USA auch finanziell im olympischen Sport einen bedeutenden Platz.

## Trainingsanlagen

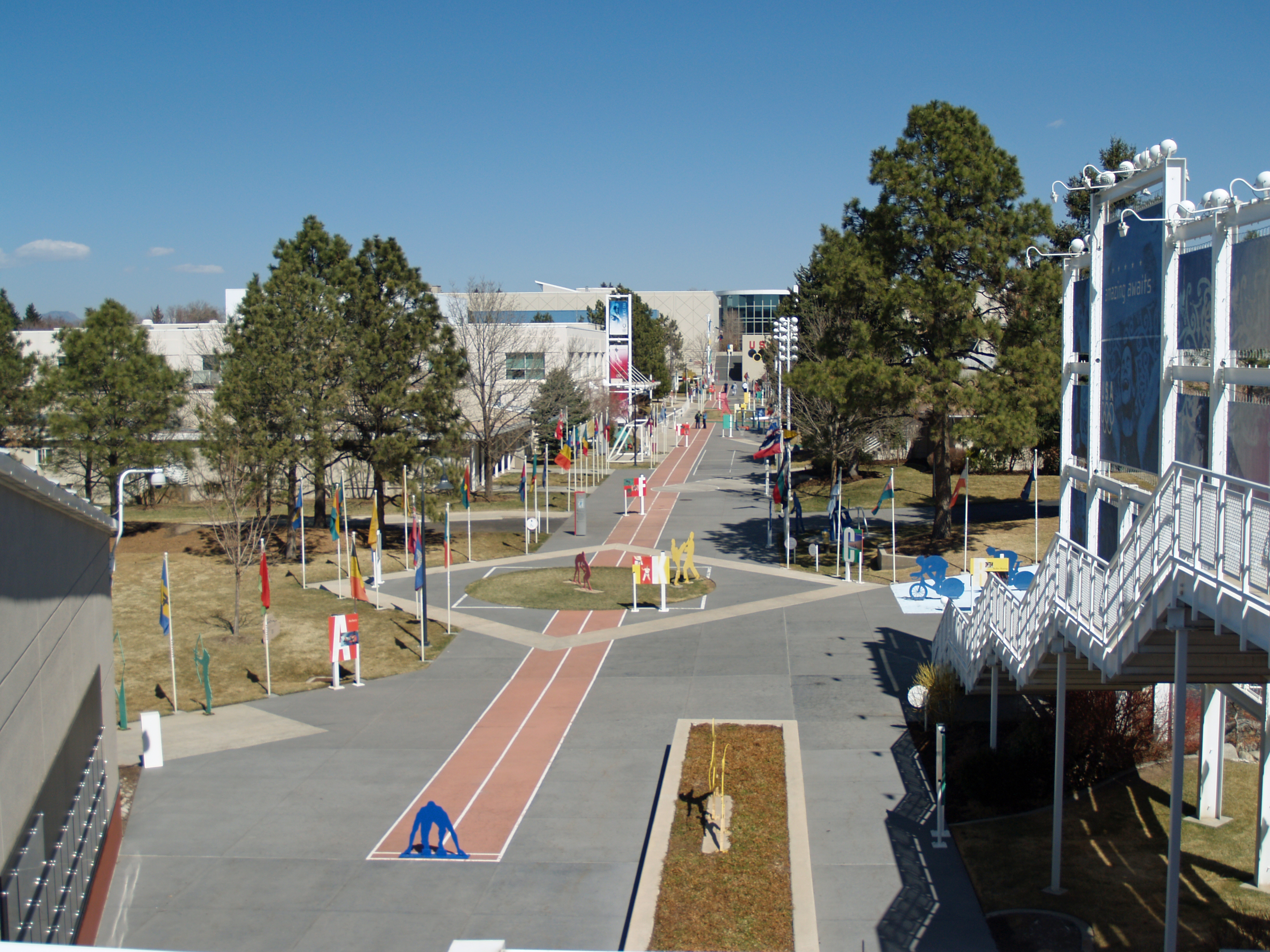
Das Hauptquartier in Colorado Springs

Das USOPC unterhält mehrere Trainingsstandorte:
- Der Hauptstandort liegt in Colorado Springs, wo sich auch das Hauptquartier des USOPC befindet. Dort gibt es Trainingsmöglichkeiten für Sommer- und Wintersportler.
- Das ARCO Training Center in Chula Vista bietet Trainingsmöglichkeiten für Sommersportler. Die größte Anlage dort ist ein See für Kanurennsport und Rudern.
- Das U.S. Olympic Center in Lake Placid bietet Wintersportlern Trainingsmöglichkeiten.
- In Marquette, Michigan gibt es ein Wintersport-Trainingszentrum.
- Das Pettit National Ice Center in West Allis, Wisconsin bietet Trainingsmöglichkeiten für Eissportarten.
- Die US Olympic Rowing Team Training Facility liegt am Lake Mercer im West Windsor Township, New Jersey

## Auszeichnungen
Das USOPC vergibt mehrere Auszeichnungen:
- USOC Athlete of the Year – Auszeichnungen für den besten männlichen, weiblichen und behinderten Sportler und die beste Mannschaft aus den USOPC-Mitgliederorganisationen
- USOC Coach of the Year – Auszeichnungen für den besten National-, Entwicklungs-, Behindertentrainer und ehrenamtlichen Trainer
- United States Olympic Hall of Fame – Ruhmeshalle für herausragende Sportler und Trainer von Olympischen und Paralympischen Spielen, sowie Personen mit besonderen verdiensten um die olympische Bewegung
- U.S. Olympic Spirit Award – Auszeichnung für Athleten, die besonderen Sportsgeist, Einsatz oder Resultate bei Olympischen und Paralympischen Spielen